# Adonisea tenuescens
Adonisea tenuescens là một loài bướm đêm trong họ Noctuidae.